# Eusebio Sempere

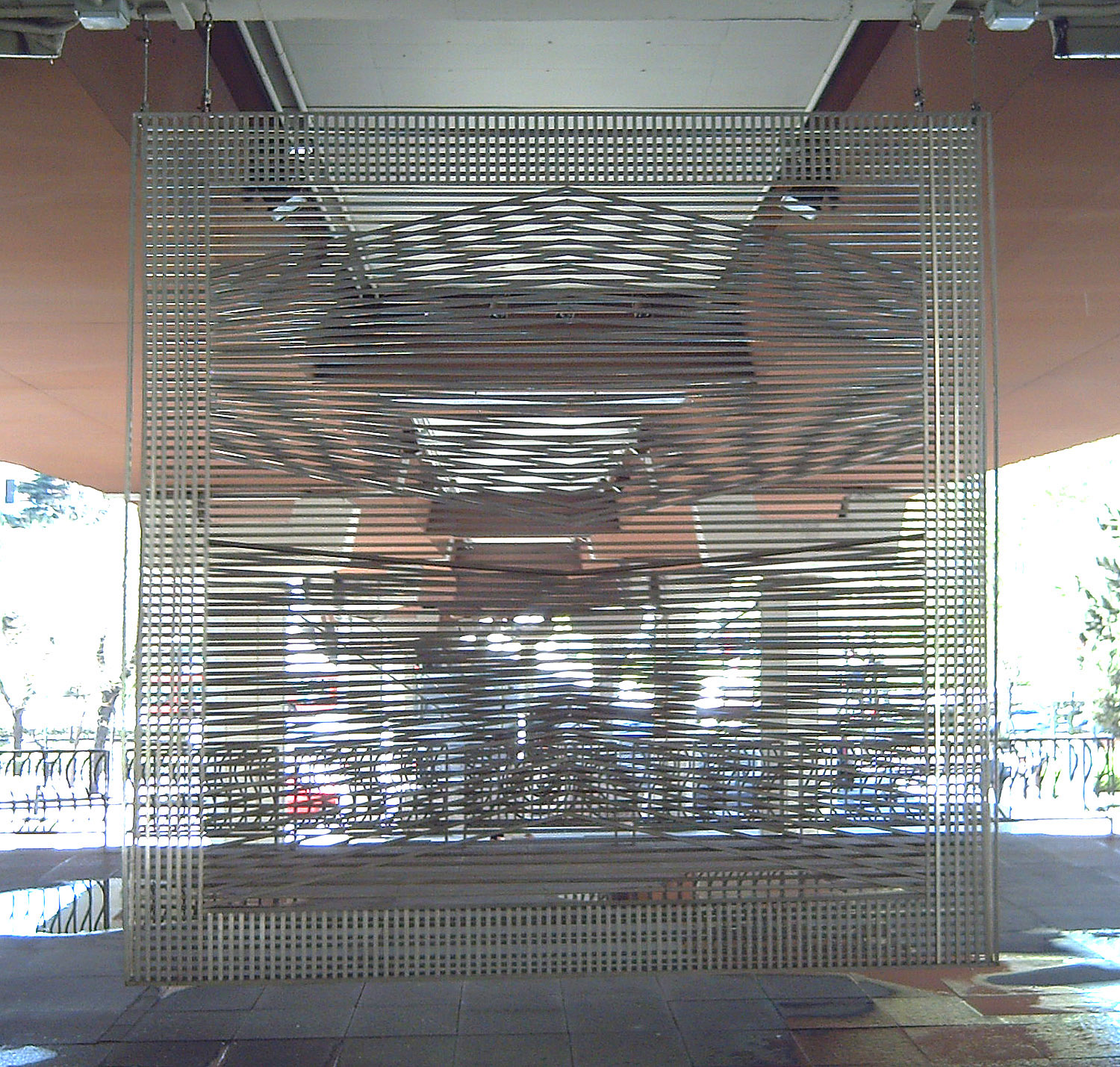
Eusebio Semepere mobilja, Madrid, MEAL

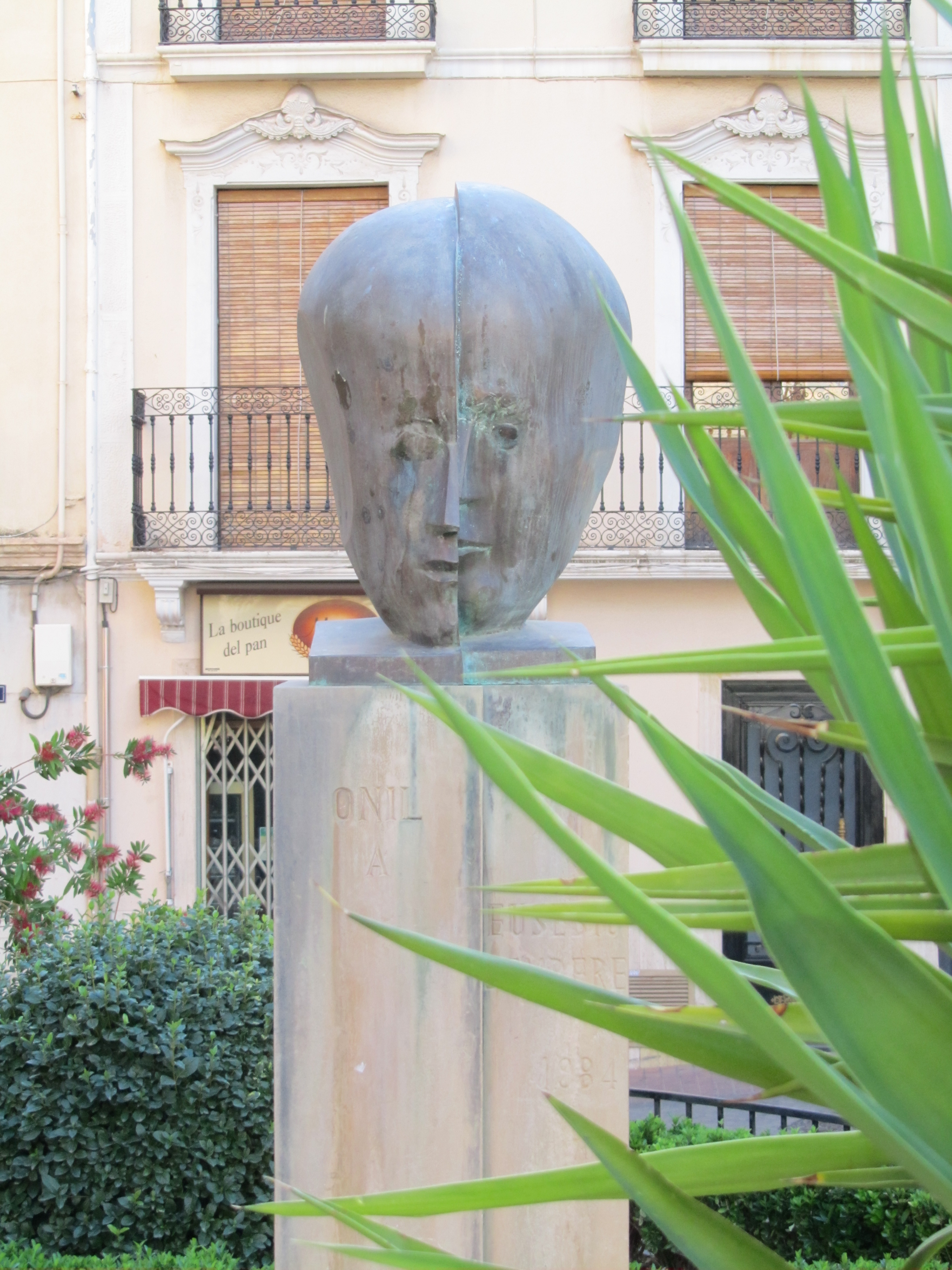
Pablo Serrano: Homenaje a Eusebio Sempere (1984)

Eusebio Sempere (Onil, Alicante tartomány, Spanyolország, 1923. április 3. – Onil, 1985. április 10.) spanyol szobrász, festő, a kinetikus művészet és az op-art képviselője.

## Életpályája
Művészeti tanulmányait a Real Academia de Bellas Artes de San Carlos de Valencia királyi szépművészeti akadémián végezte.

## Emlékezete
Több mobil szobra áll szabad téren (pl. Alicantéban a La Isleta téren).
Alicante belvárosában utcát neveztek el róla.